# 保罗·加法叶
保羅·蓋佛爾（Paul Guilfoyle，1949年4月28日—），美國波士頓人，電視劇與電影演員，最出名的是在《CSI犯罪現場》中出演吉姆·布瑞斯隊長。雖然蓋佛爾之前曾經在很多電視劇中客串演出，但其實CSI是他  第一次演出電視劇。他從影三十多年，演出的電影約70部。比如《三個奶爸一個娃》、《華爾街》、《空軍一號》等等。經常演出警察、律師或罪犯，以個性狡詐、油嘴滑舌的角色為人所知。

## 生平

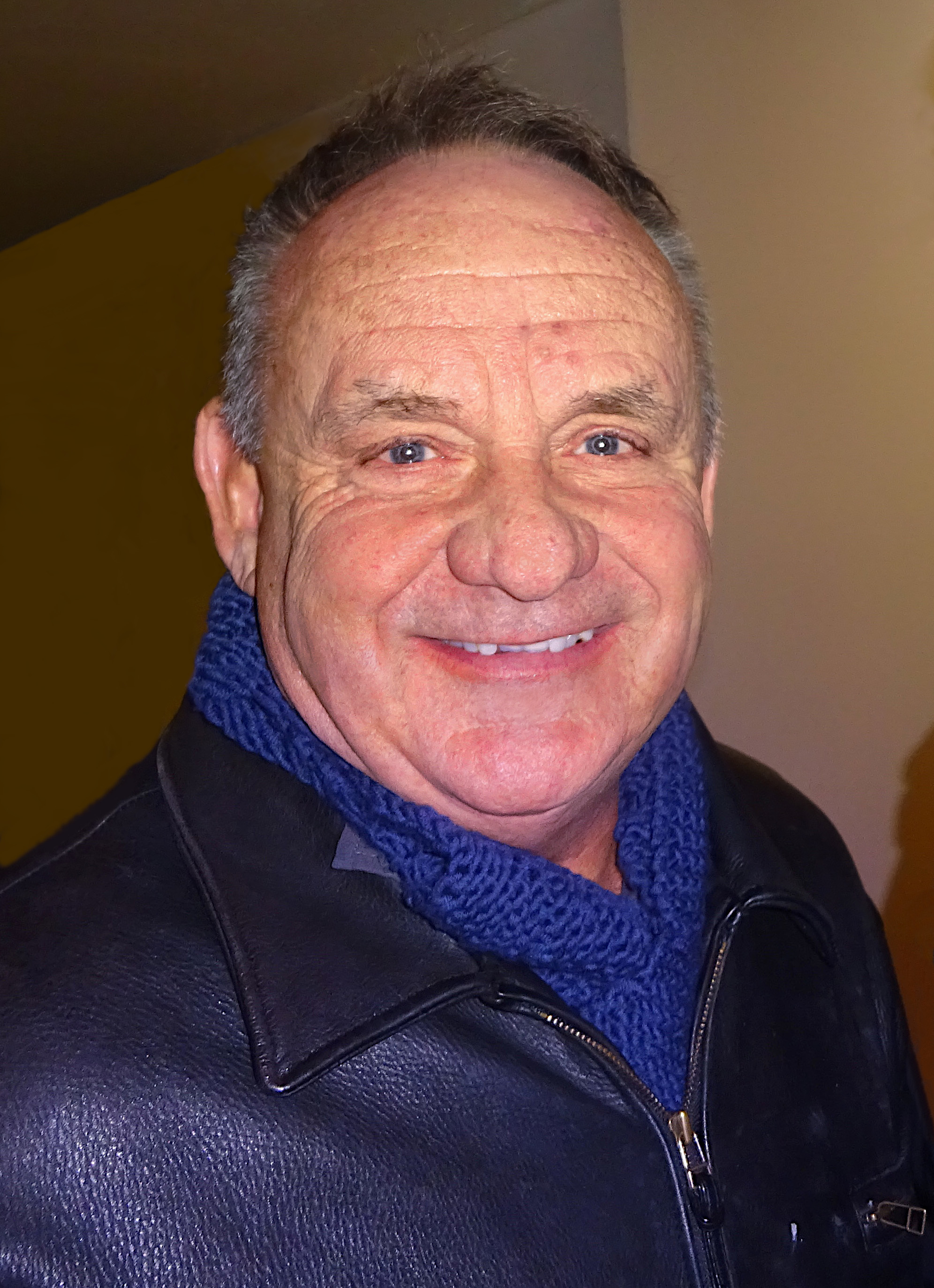
Paul Guilfoyle

出生於美國麻薩諸塞州的波士頓，亦成長於波士頓。高中畢業於Boston College High School，2005年回高中母校對畢業生演說，1972年大學畢業於Lehigh University。常被誤傳為另一已逝演員Paul Guilfoyle 與 Kathleen Mulqueen 之子，但是他本人於受訪時否認這個消息。

### 私人生活
與妻子Lisa Giobbi育有一女，名為Snowden。
右上臂有一雪花刺青。(CSI第六季第23與24集可見刺青的一角)。
跟艾爾·帕西諾是好友，兩人1990年合作The Local Stigmatic。
最大的興趣是冰上曲棍球，他不只喜歡看球賽，也喜歡親自參與，2006和2007他參與Ronald McDonald House Charities(RMHC)的慈善球賽。

## 作品

### 電影
- Howard the Duck (1986)
- Beverly Hills Cop II (1987)
- 《三個奶爸一個娃》 Three Men and a Baby (1987)
- 《華爾街》 Wall Street (1987)
- Cadillac Man (1990)
- Final Analysis (1992)
- Hoffa (1992)
- 《肥媽先生》 Mrs. Doubtfire (1993)
- 《幕後謊言》 Quiz Show (1994)
- Celtic Pride (1996)
- Heaven's Prisoners (1996)
- Looking for Richard (1996)
- Striptease (1996)
- Extreme Measures (1996)
- Ransom (1996)
- Night Falls on Manhattan (1997)
- 《幕後嫌疑犯》 L.A. Confidential (1997)
- 《空軍一號》 Air Force One (1997)
- 《斷鎖怒潮》 Amistad (1997)
- 《這個總統真太濫》Primary Colors (1998)
- 《冇數講》 The Negotiator (1998)
- One Tough Cop (1998)
- 《管到太平洋》 Anywhere But Here (1999)
- Random Hearts (1999)
- Session 9 (2001)
- Spotlight (2015)

### 影集
- 邁阿密風雲 (1987-1989)
- 法網遊龍 (1990)
- 艾莉的異想世界 (1997-1998)
- CSI犯罪現場 (2000-2007)

## 外部連結
- IMDB個人資料 （页面存档备份，存于）
- Jim Brass非官方網站 （页面存档备份，存于）